# Peggy Sutherlin
Peggy Berry Sutherlin (ur.  1937, Dallas) – amerykańska brydżystka, World Life Master w kategorii Kobiet (WBF).
Peggy Sutherlin pełniła szereg funkcji w ACBL.

## Wyniki brydżowe

### Olimpiady
Na olimpiadach uzyskała następujące rezultaty:
| Olimpiady Brydżowe. Zawody teamów | Olimpiady Brydżowe. Zawody teamów | Olimpiady Brydżowe. Zawody teamów    | Olimpiady Brydżowe. Zawody teamów | Olimpiady Brydżowe. Zawody teamów | Olimpiady Brydżowe. Zawody teamów |
| Rok                               | Miejsce                           | Zawody                               | Kategoria                         | Drużyna                           | Pozycja                           |
| --------------------------------- | --------------------------------- | ------------------------------------ | --------------------------------- | --------------------------------- | --------------------------------- |
| 2000                              | Lozanna                           | 3. Mistrzostwa o Wielką Nagrodę MKOL | Open                              | North America                     | 2                                 |
| 2000                              | Maastricht                        | 11. Olimpiada Brydżowa               | Kobiety                           | USA                               | 1                                 |

### Zawody światowe
W światowych zawodach zdobyła następujące lokaty:
| Mistrzostwa Świata. Konkurencja teamów | Mistrzostwa Świata. Konkurencja teamów | Mistrzostwa Świata. Konkurencja teamów | Mistrzostwa Świata. Konkurencja teamów | Mistrzostwa Świata. Konkurencja teamów | Mistrzostwa Świata. Konkurencja teamów |
| Rok                                    | Miejsce                                | Zawody                                 | Kategoria                              | Drużyna                                | Pozycja                                |
| -------------------------------------- | -------------------------------------- | -------------------------------------- | -------------------------------------- | -------------------------------------- | -------------------------------------- |
| 2009                                   | São Paulo                              | 39 Mistrzostwa Świata Teamów           | Kobiety                                | USA 2                                  | 4                                      |
| 2006                                   | Werona                                 | 12. Mistrzostwa Świata                 | Kobiety                                | Pollack                                | 17                                     |
| 2005                                   | Estoril                                | 37. Mistrzostwa Świata Teamów          | Kobiety                                | USA 2                                  | 5                                      |
| 2002                                   | Montreal                               | 11. Mistrzostwa Świata                 | Kobiety                                | Sutherlin                              | 9                                      |
| 1987                                   | Ocho Rios                              | 28. Mistrzostwa Świata Teamów          | Kobiety                                | USA 1                                  | 4                                      |

| Mistrzostwa Świata. Konkurencja par | Mistrzostwa Świata. Konkurencja par | Mistrzostwa Świata. Konkurencja par | Mistrzostwa Świata. Konkurencja par | Mistrzostwa Świata. Konkurencja par | Mistrzostwa Świata. Konkurencja par |
| Rok                                 | Miejsce                             | Zawody                              | Kategoria                           | Partner                             | Pozycja                             |
| ----------------------------------- | ----------------------------------- | ----------------------------------- | ----------------------------------- | ----------------------------------- | ----------------------------------- |
| 2010                                | Filadelfia                          | 13 Mistrzostwa Świata               | Miksty                              | John Sutherlin                      | 104                                 |
| 2010                                | Filadelfia                          | 13. Mistrzostwa Świata              | Kobiety                             | Petra Hamman                        | 26                                  |
| 2006                                | Werona                              | 12 Mistrzostwa Świata               | Miksty                              | John Sutherlin                      | 38                                  |
| 2002                                | Montreal                            | 11. Mistrzostwa Świata              | Kobiety                             | Karen Allison                       | 4                                   |
| 1998                                | Lille                               | 10. Mistrzostwa Świata              | Kobiety                             | Petra Hamman                        | 11                                  |
| 1990                                | Genewa                              | 8. Mistrzostwa Świata               | Kobiety                             | Lynn Blumenthal                     | 27                                  |
| 1986                                | Miami Beach                         | 7. Mistrzostwa Świata               | Kobiety                             | Sharon Osberg                       | 13                                  |
| 1982                                | Biarritz                            | 6. Mistrzostwa Świata               | Miksty                              | John Sutherlin                      | 2                                   |

## Klasyfikacja
- Peggy Sutherlin – klasyfikacja WBF (ang.)